# Ashes to Ashes (canción de David Bowie)
«Ashes to Ashes» es una canción de David Bowie, lanzada en 1980. La canción llegó al número uno en el Reino Unido y fue el primer sencillo del disco Scary Monsters (and Super Creeps). Además de su calidad musical, la canción destaca por la originalidad de su videoclip, el cual fue dirigido por Bowie y David Mallet.

## Música y letra
Melancólica e introspectiva, la letra reinterpreta al personaje Mayor Tom, el cual apareció primero en el sencillo «Space Oddity». Las letras también interpretan las experiencias de David Bowie durante su carrera. Musicalmente la canción fue notable por sus sonidos sintetizados. Estos, que suenan como un coro, fueron creados por el guitarrista Chuck Hammer usando cuatro sintetizadores de guitarra tocando acordes invertidos.

## Vídeo musical
El vídeo musical fue uno de los más icónicos de los años 1980 con un costo de $500 000 ($1 671 487 en 2016), siendo el vídeo más costoso de la historia. El vídeo incorpora escenas en colores solarizados y en blanco y negro. En el vídeo, Bowie se ve vestido de Pierrot. También aparece Steve Strange y otros miembros de la escena Blitz de Londres. Bowie describió el plano de él y los chicos Blitz caminando frente a una excavadora hacia la cámara como un símbolo de «violencia que se aproxima». El vídeo fue uno de los más emblemáticos de su tiempo, y por su complejidad es considerado importante en la evolución del vídeo musical.

## Posicionamiento en listas
| Lista (1980)                          | Mejor posición |
| ------------------------------------- | -------------- |
| Alemania (Offizielle Deutsche Charts) | 9              |
| Australia (Kent Music Report)         | 3              |
| Austria (Ö3 Austria Top 40)           | 6              |
| Bélgica (Flandes) (Ultratop 50)       | 15             |
| Canadá (RPM Top Singles)              | 35             |
| Estados Unidos (Billboard Hot 100)    | 101            |
| Estados Unidos (Hot Dance Club Play)  | 21             |
| Francia (SNEP)                        | 12             |
| Irlanda (IRMA)                        | 4              |
| Noruega (VG-lista)                    | 3              |
| Nueva Zelanda (Recorded Music NZ)     | 6              |
| Países Bajos (Dutch Top 40)           | 11             |
| Reino Unido (UK Singles Chart)        | 1              |
| Suecia (Sverigetopplistan)            | 6              |
| Suiza (Schweizer Hitparade)           | 11             |

## Producción
- Músicos:
  - David Bowie: Cantante
  - Chuck Hammer: Roland GR500 sintetizador
  - Carlos Alomar: Guitarra
  - Simon House: Violín
  - Roy Bittan: Piano
  - George Murray: Bajo
  - Dennis Davis: Percusión

### Sucesión en listas
| Anterior: «The Winner Takes It All» de ABBA | UK Singles Chart — Sencillo Nro 1 23 de agosto de 1980 — 30 de agosto de 1980 | Siguiente: «Start!» de The Jam |

## Versiones
- La banda británica Tears for Fears grabó su versión en 1992 incluida en el compilado Ruby Trax para la revista NME.[18]
- En 2000, Sneaker Pimps incluyó su versión grabada en vivo en el EP ICA Home Taping.[19]
- En 2004, el cantante argentino Palo Pandolfo hizo una versión en español de la canción para su disco Antojo.
- La banda británica Keane rindió tributo a la canción en «Better Than This» incluido en el álbum Perfect Symmetry. (2008)
- En 2010, Mick Karn y Warpaint en diferentes versiones grabaron la suya para el compilado We Were So Turned On: A Tribute to David Bowie.[20]